# Commonwealth Games 2018/Netball
Bei den Commonwealth Games 2018 in Gold Coast, Australien, fand der Netball-Wettbewerb der Frauen vom 5. bis 15. April 2018 statt. Austragungsorte waren das Gold Coast Convention and Exhibition Centre (GCCEC) für die Vorrundenspiele und das Coomera Indoor Sports Centre für die Finalspiele.
Seit der Aufnahme Netballs in das Programm der Spiele im Jahr 1998 standen sich im Endspiel nicht Australien und Neuseeland gegenüber. Neben den Australierinnen gelang England der Finaleinzug. Mit 52:51 ging die Finalpartie auch knapp an die Engländerinnen, die damit überraschend ihren ersten Titel errangen.

## Vorrunde

### Gruppe A
| Jamaika – Fidschi       |  | 88:30  |
| Australien – Nordirland |  | 94:26  |
| Südafrika – Jamaika     |  | 46:57  |
| Barbados – Australien   |  | 24:79  |
| Nordirland – Südafrika  |  | 35:49  |
| Fidschi – Barbados      |  | 44:65  |
| Jamaika – Nordirland    |  | 79:41  |
| Australien – Südafrika  |  | 60:38  |
| Fidschi – Australien    |  | 23:108 |
| Jamaika – Barbados      |  | 76:32  |
| Barbados – Nordirland   |  | 39:49  |
| Südafrika – Fidschi     |  | 92:28  |
| Südafrika – Barbados    |  | 85:25  |
| Nordirland – Fidschi    |  | 73:46  |
| Australien – Jamaika    |  | 72:51  |

### Gruppe B
| England – Schottland    |  | 74:28 |
| Neuseeland – Uganda     |  | 64:51 |
| Wales – Neuseeland      |  | 44:70 |
| Malawi – England        |  | 49:74 |
| Uganda – Malawi         |  | 54:52 |
| Schottland – Wales      |  | 51:47 |
| England – Uganda        |  | 55:49 |
| Malawi – Neuseeland     |  | 57:53 |
| England – Wales         |  | 85:31 |
| Neuseeland – Schottland |  | 60:29 |
| Schottland – Malawi     |  | 50:51 |
| Wales – Uganda          |  | 40:76 |
| Neuseeland – England    |  | 45:54 |
| Uganda – Schottland     |  | 57:37 |
| Malawi – Wales          |  | 68:53 |

## Finalrunde

### Spiel um Platz 11
| Fiji – Wales |  | 32:81 |

### Spiel um Platz 9
| Barbados – Schottland |  | 48:50 |

### Spiel um Platz 7
| Malawi – Nordirland |  | 60:52 |

### Spiel um Platz 5
| Südafrika – Uganda |  | 53:42 |

### Halbfinale
| Australien – Neuseeland |  | 65:44 |
| England – Jamaika       |  | 56:55 |

### Spiel um Bronze
| Neuseeland – Jamaika |  | 55:60 |

### Finale
| Australien – England |  | 51:52 |

## Medaillengewinner
| Platz | Land       | Spielerinnen |
| ----- | ---------- | --- |
| 1     | England    | Ama Agbeze, Eboni Beckford-Chambers, Jade Clarke, Beth Cobden, Kadeen Corbin, Jodie Gibson, Serena Guthrie, Joanne Harten, Natalie Haythornthwaite, Helen Housby, Geva Mentor, Chelsea Pitman             |
| 2     | Australien | Caitlin Bassett, April Brandley, Courtney Bruce, Laura Geitz, Susan Pettitt, Kimberley Ravaillion, Madison Robinson, Gabrielle Simpson, Caitlin Thwaites, Liz Watson, Joanna Weston, Stephanie Wood       |
| 3     | Jamaika    | Romelda Aiken, Shanice Beckford, Nicole Dixon, Stacian Facey, Jhaniele Fowler-Reid, Rebekah Robinson, Shamera Sterling, Adean Thomas, Paula Thompson, Jodi-Ann Ward, Khadijah Williams, Vangelee Williams |